# NGC 5265
NGC 5265 је спирална галаксија у сазвежђу Ловачки пси која се налази на NGC листи објеката дубоког неба.
Деклинација објекта је + 36° 51' 41" а ректасцензија 13h 40m 9,0s. Привидна величина (магнитуда) објекта NGC 5265 износи 14,2 а фотографска магнитуда 14,9. NGC 5265 је још познат и под ознакама MCG 6-30-68, CGCG 190-40, KUG 1337+371, IRAS 13379+3706, PGC 48354.